# Коломба, Франко
Франко Коломба  (итал. Franco Colomba; родился 6 февраля 1955 года, Гроссето, Италия) — итальянский футболист и футбольный тренер. Работает преимущественно с клубами итальянской Серии B.

## Карьера игрока
Полузащитник Франко Коломба начинал свою карьеру футболиста в клубе «Болонья», дебютировав в Серии A в сезоне 1973/74. За эту команду он выступал вплоть до 1983 года, за исключением двух лет аренды в клубах Серии B «Модена» и «Самбенедеттезе», в 1975 и 1976 годах соответственно. После ухода из «Болоньи» Коломба играл за «Авеллино 1912», небольшой клуб Серии A, до 1988 года, когда бьянковерди вылетели в Серию B. Полузащитник закончил свою карьеру в 1990 году, будучи футболистом «Модены».

## Тренерская карьера
Проработав три года с молодёжными командами «Модены» и СПАЛа Франко Коломба впервые возглавил взрослую команду в 1993 году, «Ольбию» в Серии С2. После следующего успешного сезона во главе «Новары» специалист был назначен в 1995 году главным тренером «Салернитаны», которая в первом же сезоне под его руководством остановилась в шаге от выхода в Серию A. После первого круга Серии B 1996/97 Коломба был уволен из-за плохих результатов. В 1997 году он возглавил команду Серии B «Реджина», а в 1998 году впервые был назначен главным тренером клуба Серии A «Виченца», где его освободили от обязанностей после 19 тура, когда команда находилась на предпоследнем месте.
В 1999 году Коломба вернулся на пост наставника «Реджины», где оставался следующие четыре сезона, пережив вместе с командой вылет из Серии А в 2001 году (после проигрыша в матчах на вылет «Вероне») и возвращение обратно спустя год. В сезоне 2002/03 Коломба работал с именитым «Наполи» в Серии B, занявшим в итоге плачевное для себя 15-е место. В 2003 году он в третий раз возглавил «Реджину», но оставил свою должность уже после десятого тура. В сезоне 2004/05 Коломба тренировал новичка Серии А «Ливорно», но в январе 2005 года был сменён на Роберто Донадони. В октябре того же года он был призван спасти «Авеллино 1912» от вылета из Серии B, который в итоге проиграл в матчах на вылет «Альбинолеффе».
Франко Коломба вернулся к тренерской работе в 2006 году, сменив Марко Джампаоло на посту главного тренера клуба Серии А «Кальяри». 26 февраля 2007 года он был уволен после поражения со счётом 0:2 от «Лацио».
19 июля 2007 года специалист возглавил команду Серии С1 «Эллас Верона». Но после семиматчевой безвыигрышной серии на старте турнира руководство «Вероны» приняло решение расстаться с Коломбой.
В декабре 2008 года Коломба был назначен главным тренером «Асколи», став третьим наставником бьянконери в Серии B 2008/09. «Асколи» финишировал в середине турнирной таблицы, но его контракт с клубом не был продлён.
20 октября 2009 года Коломба возглавил «Болонью», за которую он болел с детства и где состоялся как футболист. Это назначение он расценил как исполнение своей мечты. Команда под его руководством смогла по итогам сезона 2009/10 сохранить прописку в Серии А. 29 августа 2010 года, ровно за день до старта нового сезона, Коломба был уволен предположительно из-за разногласий с руководством.
5 апреля 2011 года Коломба был назначен главным тренером «Пармы» и сумел её спасти от вылета по итогам Серии А 2010/11. 9 января 2012 года после шестиматчевой безвыигрышной серии он был уволен.